# Benetton B196
A Benetton B196 egy Formula–1-es versenyautó, amellyel a Benetton csapat az 1996-os Formula–1 világbajnokságon indult. Az autót a tapasztalt Jean Alesi és Gerhard Berger páros vezette, akik mindketten a Ferraritól érkeztek a távozó 1994-es és 1995-ös bajnok Michael Schumacher és a második számú versenyző, Johnny Herbert helyére. Ez volt Berger második időszaka a Benettonnál, mivel 1986-ban már vezetett náluk.
Sokan úgy gondolták, beleértve a Benettont és Alesit is, hogy ez lehet Alesi éve, hogy komolyan megküzdjön a bajnoki címért – amit sokan azóta jósoltak neki, hogy 1991-ben a Ferrarihoz szerződött. Azonban miután 1995-ben kettős bajnoki címet szerzett a versenyzők és a konstruktőrök között, az 1996-os szezonban a csapat lecsúszott az előkelő pozíciójából. Az autó a B195 közvetlen továbbfejlesztése lett, az új pilóták nehezen vezethetőnek találták a B196-ot, mivel azt Schumacher vezetési stílusára tervezték, de még így is sikerült több dobogós helyezést szerezniük. A legnagyobb csalódás az volt, hogy 1988 óta először nem sikerült futamot nyerniük, bár Alesi Monacóban vezetett, amíg meg nem sérült a felfüggesztése, Berger pedig Németországban vezetett, amíg három körrel a futam vége előtt meg nem hibásodott a motorja.
A csapat a szezon utolsó futamán, Japánban, ahol Alesi korán kiesett, és Berger is hibázott, a konstruktőri bajnokság második helyét is elvesztette a Ferrarival szemben.
A B196-os volt az első Benetton autó, amely olasz licenc alatt versenyzett. Az autót a Benetton korábbi versenyzője, Alessandro Nannini is tesztelte, hat évvel az F1-es karrierjének véget vető helikopterbaleset után, valamint Vincenzo Sospiri.

## Eredmények
| Év   | Csapat                      | Motor       | Gumik | Pilóták        | 1   | 2   | 3   | 4   | 5   | 6   | 7   | 8   | 9   | 10  | 11  | 12  | 13  | 14  | 15  | 16  | Pontok | Helyezés |
| ---- | --------------------------- | ----------- | ----- | -------------- | --- | --- | --- | --- | --- | --- | --- | --- | --- | --- | --- | --- | --- | --- | --- | --- | ------ | -------- |
| 1996 | Mild Seven Benetton Renault | Renault RS8 | G     |                | AUS | BRA | ARG | EUR | SMR | MON | ESP | CAN | FRA | GBR | GER | HUN | BEL | ITA | POR | JPN | 68     | 3.       |
| 1996 | Mild Seven Benetton Renault | Renault RS8 | G     | Jean Alesi     | KI  | 2   | 3   | KI  | 6   | KI  | 2   | 3   | 3   | KI  | 2   | 3   | 4   | 2   | 4   | KI  | 68     | 3.       |
| 1996 | Mild Seven Benetton Renault | Renault RS8 | G     | Gerhard Berger | 4   | KI  | KI  | 9   | 3   | KI  | KI  | KI  | 4   | 2   | 13  | KI  | 6   | KI  | 6   | 4   | 68     | 3.       |

Dőlt betűvel jelezve a leggyorsabb kör.

## Fordítás
- Ez a szócikk részben vagy egészben  a   Benetton B196 című angol Wikipédia-szócikk ezen változatának fordításán alapul.  Az eredeti cikk szerkesztőit annak laptörténete sorolja fel. Ez a jelzés csupán a megfogalmazás eredetét és a szerzői jogokat jelzi, nem szolgál a cikkben szereplő információk forrásmegjelöléseként.